# جاي-ليغ جيكيو وينينغ إليفن 97
جاي-ليغ جيكيو وينينغ إليفن 97 (باليابانية: Jリーグ 実況ウイニングイレブン'97) ، هي لعبة فيديو من نوع رياضة كرة القدم، وهي مرخصة من رابطة دوري اليابان الدرجة الأولى لموسم 1997م.

## أبرز اللاعبين الدوليين
أبرز اللاعبين الدوليين الذين ظهروا في الدوري الياباني لموسم 1997م ، وهم :
- اليابان: هيديتوشي ناكاتا ، روي راموس .
- ألمانيا: أوفه باين ، غيدو بوخفالت .
- يوغوسلافيا: دراغان ستويكوفتش .
- إيطاليا: سالفاتوري سكيلاتشي .
- جمهورية التشيك: ايفان هيسك
- البرازيل: دونغا ، إديلسون، جورجينيو ، مازينهو أوليفيرا .